# Oligodon chinensis
Oligodon chinensis este o specie de șerpi din genul Oligodon, familia Colubridae, descrisă de Günther 1888. A fost clasificată de IUCN ca specie cu risc scăzut. Conform Catalogue of Life specia Oligodon chinensis nu are subspecii cunoscute.